# Zarja (1911)
Zarja je bilo glasilo Jugoslovanske socialnodemokratske stranke.
Glasilo je bilo ustanovljeno 1911 in je izhajalo v Ljubljani, od 1915 pa v Trstu kot nadaljevanje Rdečega prapora. Zarja je bil prvi socialnodemokratski dnevnik na Slovenskem. Posebno pozornost je posvečala socialnim in delavskim vprašanjem. Objavljala je tudi teoretične spise o socializmu, velikokrat nasprotovala ukrepom vlade, predvsem pa slovenskim meščanskim političnim strankam. Zanimiva in izvirna so bila njena poročila med 1. in 2. balkansko vojno.